# Akademi Fantasia
Akademi Fantasia är ett malaysiskt TV-program. Det är en musiktävling som liknar de kända TV-formaten Idols och The X-Factor. Den första säsongen var år 2003 och den nionde och senaste säsongen var år 2011.

## Vinnare
- Säsong 1: Vincent Chong Ying-Cern
- Säsong 2: Ahmad Zahid Baharuddin
- Säsong 3: Asmawi Ani
- Säsong 4: Mohammad Faizal Ramly
- Säsong 5: Norsyarmilla Jirin
- Säsong 6: Stracie Angie Anam
- Säsong 7: Mohd Hafiz Mohd Suip
- Säsong 8: Ahmad Shahir Zawawi
- Säsong 9: Hazama Ahmad Azmi